# Мерл сомалійський
Мерл сомалійський (Lamprotornis shelleyi) — вид горобцеподібних птахів родини шпакових (Sturnidae). Мешкає в Східній Африці. Вид названий на честь британського орнітолога Джорджа Ернеста Шеллі. Раніше вважався конспецифічним з кенійським мерлом.

## Опис
Довжина птаха становить 16 см, вага 45 г. Верхня частина голови фіолетові, потилиця і задня частина шиї темно-зелені, решта верхньої частини тіла пурпурово-синя. На обличчі тьмяно-чорна "маска". Підборіддя, горло і верхня частина грудей фіолетово-сині, решта нижня частини тіла іржаст-коричнева, гузка більш темні. Крила синьо-фіолетові або райдужно-бронзово-зелені. Покривні пера крил мають чорні кінчики. Нижня сторона крил темно-фіолетово-синя, нижня сторона хвоста чорнувато-коричнева. Загалом оперення на голові, верхній частині тіла, горлі і грудях має характерний райдужний металевий відблиск. Очі червонуваті або жовтувато-оранжеві, дзьоб і лапи чорні. У молодих птахів відблиск в оперенні менш виражений, верхня частина тіла у них сірувато-коричнева, нижня частина тіла охристо-коричнева.

## Поширення і екологія
Сомалійські мерли гніздяться від центральної Ефіопії до північного сходу Сомалі, півночі Кенії і південного сходу Південного Судану. Взимку вони мігрують на південь, досягаючи південного Сомалі і північного сходу Танзанії. Сомалійські мерли живуть в саванах і в сухих чагарникових заростях. В Південному Судані вони віддають перевагу сальвадоровим заростям, в Кенії — акацієвим і комміфоровим заростям. На півночі ареалу птахи зустрічаються на висоті до 1800 м над рівнем моря, на півдні ареалу на висоті до 1300 м над рівнем моря.
Сомалійські мерли зустрічаються невеликими зграйками, під час негніздового періоду іноді зграями до 100 птахів. Приєднуються до змішаних зграй птахів разом з бурими і багатобарвними мерлами. Живляться комахами і плодами. Гніздяться переважно з квітня по червень. Гніздо розміщується в дуплі дерева, на висоті від 1,5 до 3 м над землею, іноді в тріщинах серед скель, в Ефіопії іноді в термітнику. В кладці від 4 до 6 блакитнуватих або бірюзових яйця, поцяткованих коричневими плямами, розміром 26×18 мм. За сезон може вилупитися кілька виводків.